# (16406) Oszkiewicz
(16406) Oszkiewicz est un astéroïde de la ceinture principale.

## Description
(16406) Oszkiewicz est un astéroïde de la ceinture principale. Il fut découvert le 14 août 1985 à la station Anderson Mesa par Edward L. G. Bowell. Il présente une orbite caractérisée par un demi-grand axe de 2,75 UA, une excentricité de 0,28 et une inclinaison de 12,5° par rapport à l'écliptique.

## Compléments